# Zajączki (gromada)
Zajączki – dawna gromada, czyli najmniejsza jednostka podziału terytorialnego Polskiej Rzeczypospolitej Ludowej w latach 1954–1972.
Gromady, z gromadzkimi radami narodowymi (GRN) jako organami władzy najniższego stopnia na wsi, funkcjonowały od reformy reorganizującej administrację wiejską przeprowadzonej jesienią 1954 do momentu ich zniesienia z dniem 1 stycznia 1973, tym samym wypierając organizację gminną w latach 1954–1972.
Gromadę Zajączki z siedzibą GRN w Zajączkach (obecnie są to dwie wsie: Zajączki Pierwsze i Zajączki Drugie) utworzono – jako jedną z 8759 gromad na obszarze Polski – w powiecie kłobuckim w woj. stalinogrodzkim, na mocy uchwały nr 19/54 WRN w Stalinogrodzie z dnia 5 października 1954. W skład jednostki weszły obszary dotychczasowych gromad Stanki (bez kolonii Cieciułów i Lutrowskie), Zajączki I i Zajączki II zniesionej gminy Krzepice w tymże powiecie, a także oddziały leśne nr nr 98–103 z Nadleśnictwa Parzymiechy. Dla gromady ustalono 26 członków gromadzkiej rady narodowej.
20 grudnia 1956 województwo stalinogrodzkie przemianowano (z powrotem) na katowickie.
Gromada przetrwała do końca 1972 roku, czyli do kolejnej reformy gminnej.